# Silec
 (août 2015).
Si vous disposez d'ouvrages ou d'articles de référence ou si vous connaissez des sites web de qualité traitant du thème abordé ici, merci de compléter l'article en donnant les références utiles à sa vérifiabilité et en les liant à la section « Notes et références ».
Silec Cable est une entreprise de conception, de production et d'installation de câbles.

## Historique
Fondée en 1932 par Alfred Dhome, la société SILEC (Société Industrielle de Liaisons ÉLectriques) est d'abord installée à Chalette-sur-Loing. Elle vient s'installer à Montereau-Fault-Yonne en 1934.
En 1948, elle commence à travailler dans l'activité régulation de trafic, déposant un brevet de feu à illumination fluorescente en 1957.
Dans les années 1970, elle se diversifie en particulier dans les câbles pour réseaux.
En 1982, Silec rejoint le groupe Sagem, puis fusionne avec SAT Cables en 1989, ses activités sont intégrées dans Sagem à la fin des années 1990.
Elle intègre le groupe Safran à sa création en mai 2005, mais dès décembre 2005, l'activité câble est détachée pour être cédée au groupe américain General Cable et est renommée SILEC Cable. L'activité régulation de trafic, feux tricolores et contrôleurs restée chez Sagemcom rejoint Aximum en 2010. 
Silec Cable passe sous controle de Prysmian Group lors du rachat de General Cable par Prysmian Group, annoncé fin 2017.

## Le site deMontereau-Fault-Yonne
La surface totale du site est de 43 hectares. L'entreprise est l'un des principaux employeurs de la ville.

## La gamme de produits
Silec fabrique des câbles d’énergie (basse, moyenne, haute et très haute tension), des matériels de raccordement Haute Tension (jonctions et extrémités) et des câbles de communications et de données, y compris des câbles à fibres optiques. L'entreprise est aussi dotée d'un service chantier spécialisé dans l'installation des liaisons Haute Tension. 
Depuis toujours, Silec a été à la pointe du développement des câbles d'énergie à isolation synthétique et a à son actif plusieurs "premières mondiales" dans ce domaine :
- 1962: 63 kV
- 1969: 220 kV
- 1985: 400 kV (Centrale nucléaire de Nogent)
- 1990: 500 kV

## Activité ferroviaire: balise SILEC
Dès les années 1950, SILEC fabrique des pédales électromécaniques. 
Dans les années 1970, la société développe un système de balises de signalisation ferroviaire fixe et commutable sans contact permettant la répétition des signaux en cabine et également de commander des fonctions techniques train dans le sens sol vers bord.
La technologie repose sur la combinaison d'information d'un champ  magnétique fixe polarisé et/ou d'un champ harmonique pur à 16/20/25 kHz.
Une matrice permet d'associer une information à partir du codage de deux balises situées de part et d'autre de la file de rail gauche.
Elle permet l'encodage de quatre aspects du signal (voie libre, avertissement, sémaphore, carré) et également des informations (côté de quai, baisser/lever pantographe,  limite zone SNCF/RATP, verrouillage/déverrouillage porte WC...).
A bord, un ou deux lecteurs de balises SILEC associés à un tiroir de décodage balises et de traitement (RPS, automate...) permettent de traiter l'information ponctuelle.
On retrouve ce système sur les lignes du métro parisien et sur les lignes de RER équipées ainsi que pour les métros et matériels roulants lourds (MI, Z2N, Z50000, RERNG, REGIO2N île de France) ad-hoc.
Cette activité sera reprise puis abandonnée par SAGEM.
Le système perdure au bord via une solution proposée par la société ESPAS, reprise par Faiveley Transport.
Pour certaines applications comme le côté de quai à desservir ou le verrouillage de porte WC, une seule balise SILEC fixe suffit pour constituer un point d'information. En métro (alimentation 750 VDC), le champ fixe est fixé à 30 Gauss contre 13 Gauss en RER (alimentation 1500 VDC ou 25 kVAC).